# Johannes Mundinger
Johannes Mundinger (* 1982 in Offenburg) ist ein deutscher Bildender Künstler.

## Leben
Johannes Mundinger studierte Design an der Fachhochschule Münster und schloss 2011 mit Diplom ab. Ein Auslandssemester verbrachte er an der Académie des Beaux-Arts in Brüssel. Seit 2011 lebt er in Berlin. Es folgten Stipendien in Deutschland, Israel, Südkorea, Serbien, Litauen und Polen, wo teils monumentale Wandmalereien im öffentlichen Raum entstanden. Er hatte Ausstellungen im Kunstverein Freiburg, der Kunsthalle Wilhelmshaven oder dem Yeoju Museum. Er lebt und arbeitet in Berlin.

## Werk
Die Auseinandersetzung mit der Umgebung ist ein wichtiger Bestandteil der Wandbilder von Johannes Mundinger. Auch seine Installationen und Malerei bezieht er häufig auf konkrete Orte oder Erzählungen. Murals von Mundinger finden sich unter anderem in Atlantic City, Belgrad, Boulogne Sur Mer, Gyenggi-Do, Jerusalem, Offenburg, Ostende und Wien.

### Raum www
Raum www ist ein experimenteller Offspace ohne festen Ort, den Johannes Mundinger gemeinsam mit Daniel Hahn betreibt. Raum www entstand als Onlinearchiv abgesagter Ausstellungen, die aufgrund der Corona-Pandemie nicht stattfinden konnten. Im Verlauf der Pandemie experimentierten sie mit Ausstellungsformaten und führten eine Befragung unter 250 Künstlern durch, wie es diesen mit der Pandemie ging und welche Prognosen sie zur Zukunft aufstellten. Die Antworten wurden in der interaktiven Ausstellung und dem begleitenden Buch Nothing’s gonna change my world? gezeigt.

### Feldforschung
Für das Projekt Feldforschung bemalt Mundinger Scheunen und Gebäude in der Provinz. In den Motiven greift er abstrahiert auf, was Anwohner und Besitzer ihm von der eigenen Geschichte oder der des Gebäudes erzählen.

## Auszeichnungen und Preise
- 2023: Artist in Residence, Koren Residency, Bov, Bulgarien
- 2022: Stiftung Kunstfonds, Neustart Kultur[13]
- 2021: Projektraumstipendium des Berliner Senat für Raum www[14]
- 2021: Projektstipendium Begehungen Chemnitz
- 2020: Sonderstipendium des Berliner Senat
- 2019: Artist in Residence, Stiftung Künstlerdorf Schöppingen
- 2019: Artist in Residence, Yeobaek Seowon, Yeoju
- 2019: i-Portunus Reisestipendium nach Serbien
- 2017: Artist in Residence, Art Cube Artists Studios Jerusalem[8]
- 2014: Artist in Residence, UMI Uzupis, Vilnius
- 2013: Förderpreis des Berliner Kunstverein, mit Sophia Hirsch[15]

## Ausstellungen
- 2024: La Bella Confusione, Urban Spree Galerie, Berlin
- 2023: Im Gefach, Kunstverein Lübbecke (solo)[16]
- 2023: Notes on Bov, Depoo Gallery, Sofia (solo)
- 2023: Point of View, Städtische Galerie Fruchthalle, Rastatt[17]
- 2023: Wall Painting, Murals Inc., Rotterdam, Niederlande
- 2022: Public Intimacy, mit Sophia Hirsch, Jüdisches Museum, Montreal[18]
- 2022: Entre Deux, Städtische Galerie, Offenburg[19]
- 2022: Entre Deux, Garten der zwei Ufer, Straßburg, Frankreich[20]
- 2022: Ping Pöng, gr_und, Berlin
- 2021: Nothing´s gonna change my world?, mit Daniel Hahn/Raum www, gr_und, Berlin[2]
- 2021: Nischen, Mewo Kunsthalle, Memmingen[21]
- 2020: Symbols and Signatures, Yeoju Museum (solo)[22]
- 2020: Dreilinden, mit Daniel Hahn, Alter Ego, Seoul, Korea
- 2020: Die Schleichwege des Iason, Galerie Neuheisel, Saarbrücken (solo)[23]
- 2020: Group Chat, Galerie SPZ, Prag (solo)
- 2020: Soft Walls, Dry Fruits, n/a Gallery, Seoul, Korea[24]
- 2019: Sichtfeld, Hosek Contemporary, Berlin (solo)[25]
- 2019: Interlude, Yeobaek Seowon, Yeoju (solo)
- 2019: Code(s) & Color(s), Chateau de Seneffe, Belgien
- 2019: Capture the Street, Oberhessisches Museum
- 2019: Berlin-Praha Barter, Trafo Gallery, Prag, Tschechien
- 2018: Früher Besuch, Pavillon am Milchhof, Berlin (solo)
- 2018: Flurstück, Urban Spree Galerie, Berlin (solo)
- 2018: Offline/Dérive, Winzavod Center for Contemporary Art, Moskau, Russland
- 2018: Dirty Voyage, Schau Fenster, Berlin
- 2018: Fraternité – Brüderlichkeit, Kunsthalle Griesheim
- 2018: Single Frames, Kvaka22, Beograd (solo)
- 2017: Flurstück, Kunstverein Offenburg/Mittelbaden (solo)[26]
- 2017: Ungeniert/Engagiert, Kunsthalle Wilhelmshaven
- 2017: Core Remission, gr_und, Berlin K
- 2017: Current Habits, Galerie Neurotitan, Berlin
- 2017: Abmaß, Erlkönig, Bremen (solo)
- 2016: Unterm Nebel, Urban Spree Galerie, Berlin (solo)
- 2016: Artmossphere Biennale, Manege, Moskau, Russland
- 2016: Sweat Shop, Schau Fenster, Berlin
- 2015: Vitreous Summit, Epicentro Art, Berlin (solo)
- 2015: RTFM, Kunsthalle Münster
- 2015: Siehe Unten – see below, Nova Galerie, Prag, mit Sophia Hirsch
- 2015: Made in Berlin, Galerie Mathgoth, Paris, Frankreich
- 2014: The Glass Mountain Gathering, Galera Gallery, Vilnius (solo)
- 2014: Street art po Zydowsku, Jüdisches Museum, Krakau, Polen
- 2014: Stupid Sidekicks, Galerie Neurotitan, Berlin
- 2013: Kritische Masse, Berliner Kunstverein, Münster, mit Sophia Hirsch[15]
- 2011: Sticker in der Kunst, Studienzentrum Künstlerpublikationen, Weserburg Museum für moderne Kunst, Bremen
- 2011: Encore et toujours, Centre Culturel, Dinant, Belgien

## Wandgemälde
- 2023: Benkhauser Mühle, Espelkamp[27]
- 2022: Zukunftswerkstatt, Loitz
- 2021: Kaisersaal, Potsdamer Platz, Berlin
- 2021: Nerudovka Schule, Pilsen, Tschechien
- 2020: Mainzer Str. 3, Saarbrücken[23]
- 2019: Ripleys, Atlantic City, New Jersey, USA
- 2019: Neulpuruen Nature School, Dangjin-Ri, Korea[7]
- 2019: Pancevo & Novi Sad, Serbien
- 2018: Aleksa Santica, Mostar, Bosnien
- 2018: Kulturbüro, Novi Pazar, Serbien
- 2017: Vissersplein, Ostende, Belgien
- 2017: Atea Kulturzentrum, Mexiko-Stadt, Mexiko
- 2017: Goethe-Institut, Sofia, Bulgarien[28]
- 2016: Hauptbahnhof Münster
- 2016: UFAM, Hamm
- 2016: Boulogne-Sur-Mer, Frankreich
- 2016: MOS Kunstzentrum Krakau, Polen
- 2016: KM8/Kvaka 22, Belgrad, Serbien
- 2016: Kunsträume der M Horbach Stiftung, Köln
- 2016: Urban Spree Galerie, Berlin
- 2015: Universität Bielefeld
- 2015: Brickwall meeting, Prám, Prag, Tschechien
- 2015: ehemalige JVA, Magdeburg
- 2014: Freiraumgalerie, Halle/Saale